# Governatorato di Tomsk
Il governatorato di Tomsk (in russo Томская губерния?) è stato un gubernija dell'Impero russo, che occupava un territorio attualmente suddiviso fra l'oblast' di Tomsk, di Kemerovo e di Novosibirsk e i territori dell'Altaj e di Krasnojarsk nonché della regione del Kazakistan Orientale.
Istituito nel 1804, esistette fino al 1924. Il capoluogo era Tomsk.